# Going the Distance (2010)
Going the Distance (no Brasil, Amor à Distância e em Portugal, Adoro-te... À Distância) é um filme de comédia romântica de 2010 dirigido por Nanette Burstein e estrelado por Drew Barrymore e Justin Long como um jovem casal, Erin e Garrett, que se apaixonam em um verão em Nova York e tentam manter vivo seu relacionamento de longa distância, quando Erin vai para casa em São Francisco. O filme começou a ser filmado em Nova Iorque em julho de 2009 e as filmagens terminaram em setembro de 2010.
Inicialmente, o filme seria lançado internamente em 27 de agosto de 2010, em meio a críticas fracas, mas a Warner Bros. decidiu adiar a data de lançamento de uma semana para 3 de setembro. Isso significou que seu fim de semana de abertura coincidiria com o fim de semana do Labor Day. Dan Fellman, presidente de distribuição doméstica da Warner Bros., afirmou que "a mudança para o fim de semana do Labor Day não apenas nos permite aproveitar o longo feriado, mas nos dá uma certa distância dos outros filmes femininos lançados em agosto". Eventualmente, o lançamento mais antigo de Going the Distance foi em 2 de setembro de 2010, em oito países, incluindo Austrália, Argentina e Alemanha, um dia antes de seu lançamento na América do Norte.
Going the Distance abriu em 3,030 cinemas nos Estados Unidos e no Canadá em 3 de setembro de 2010 e arrecadou US$6,884,964 em seu fim de semana de abertura, ocupando o 5º lugar nas bilheterias atrás de The American, Machete, Takers e The Last Exorcism. O filme finalmente arrecadou $17,804,299 na América do Norte, ficando em 120º no mercado doméstico em 2010. Nos mercados estrangeiros o filme arrecadou $24,248,458, para um total de 42,052,757 dólares, o que o tornou o 118º filme de maior bilheteria de 2010.

## Elenco
- Drew Barrymore como Erin Rankin Langford
- Justin Long como Garrett Scully
- Charlie Day como Dan Grant
- Jason Sudeikis como Box Saunders
- Christina Applegate como Corrine Berlin
- Kelli Garner como Brianna Jutsum
- Natalie Morales como Brandy
- June Diane Raphael como Karen Surgeoner
- Ron Livingston como Will Broderick
- Rob Riggle como Ron Surgeoner
- Leighton Meester como Amy
- Kristen Schaal como bartender
- Jim Gaffigan como Phil Berlin
- Sarah Burns como Harper
- Matt Servitto como Hugh O'Keefe
- Maria Di Angelis como recepcionista
- Meredith Hagner como funcionária do salão de bronzeamento artificial
- Oliver Jackson-Cohen como Damon
- Mick Hazen como Zeff
- Mike Birbiglia como Waiter

## Trilha sonora
1. Generationals: "Either Way"
2. Georgie James: "Places"
3. Katie Herzig: "Hey Na Na"
4. Albert Hammond Jr.: "In Transit"
5. The Cure: "Just Like Heaven"
6. The Pretenders: "Don't Get Me Wrong"
7. The Boxer Rebellion: "Spitting Fire"
8. Cat Power: "Could We"
9. Band of Skulls: "Cold Fame"
10. Eels: "Prizefighter"
11. Passion Pit: "The Reeling" (Groove Police Remix)
12. Fanfarlo: "Harold T. Wilkins, or How to Wait for a Very Long Time"
13. The Replacements: "Here Comes a Regular"
14. The Boxer Rebellion: "If You Run"
15. Gotye: "Learnalilgivinanlovin"
16. The Airborne Toxic Event: "Half of Something Else"

Três músicas adicionais podem ser acessadas através de um link no CD e na versão digital deluxe:
1. The Boxer Rebellion – "Evacuate"
2. Joe Purdy – "Miss Me"
3. Edward Sharpe and the Magnetic Zeros – "40 Day Dream"

## Recepção da crítica
Going the Distance teve recepção mista por parte da crítica especializada. No Rotten Tomatoes, o filme detém uma taxa de aprovação de 53% com base em 165 avaliações, com uma classificação média de 5.73/10. O consenso crítico do site afirma: "É mais oportuno e um pouco mais honesto do que a maioria das comédias românticas, mas a química de tela de Drew Barrymore e Justin Long não compensa o achatamento geral de Going the Distance e a história complicada". Em Metacritic, o filme tem uma pontuação média ponderada de 51 em 100, com base em 31 críticos, indicando "revisões mistas ou médias". As audiências pesquisadas pelo CinemaScore deram ao filme uma nota média de "B" na escala A+ a F.